# Fatima Haram Acyl
Fatima Haram Acyl est une haute fonctionnaire et femme politique tchadienne diplômé d'un MBA en finance, de l'Université Xavier, à CINCINNATI, aux Etats Unis, et d'un BS en Business (recherche opérationnelle) de l'Université de Moncton, New Brunswick. Elle est la fille de Mahamat Abderahim Acyl, un homme politique et ancien diplomate tchadien.

## Biographie
Titulaire d’un MBA en finance de l’Université Xavier de Louisiane et d’un BS en business de l’Université de Moncton, elle commence sa carrière aux États-Unis dans l’audit avant d’évoluer au sein d’organisations internationales, dont l’UNOPS en tant que directrice des finances et de l’administration.
En 2004, elle devient directrice générale adjointe de la Banque agricole et commerciale (BAC), puis commissaire au commerce et à l’industrie de l’Union africaine de 2012 à 2017,.Elle occupe ensuite le poste de vice-présidente de la Commission de la CEMAC,.

### Parcours politique
En 2024, elle rejoint le gouvernement d’Allamaye Halina comme Ministre déléguée auprès du Ministre des Finances, chargée de l’Économie et du Plan, un poste auquel elle est reconduite en février 2025 comme Ministre délégué auprès du ministre des Finances, chargé de l’Économie, du Plan et de la Coopération internationale.